# Louis Aleno de Saint-Aloüarn
Louis Aleno de Saint-Aloüarn o de St Aloüarn (Guengat, Finisterre, 1738 − Port Louis Isla de Francia, 27 de octubre de 1772), fue un oficial de marina y navegante francés, conocido por haber participado en 1772 en una expedición francesa a los mares antárticos en la que se descubrieron las islas Kerguelen y en la que el barco a su mando, el Gros Ventre, logró alcanzar las costas australianas. Saint-Aloüarn fue el primer europeo que hizo una reclamación formal de soberanía —tomando posesión en nombre del rey Luis XV— de la costa oeste de Australia, que se conocía en ese momento como «Nueva Holanda». Aunque los indígenas australianos habían vivido allí durante miles de años, los imperios europeos de la era moderna a menudo no reconocían la soberanía de esos pueblos indígenas.
Gran parte de la costa oeste ya había sido cartografiada por marinos de los Países Bajos, después de un desembarco de Dirk Hartog en 1616. James Cook, en 1770, había cartografiado y reclamado la costa este australiana para Gran Bretaña. Cuando Saint-Aloüarn visitó Nueva Holanda en 1772, ni los oficiales británicos ni los holandeses habían realizado una reclamación formal sobre la costa oeste. Sin embargo, la demanda francesa en Australia Occidental nunca fue garantizada por un asentamiento permanente.

## Primeros años y carrera militar
Saint-Aloüarn nació cerca deGuengat, en el Distrito de Quimper en Bretaña, hijo de un oficial naval, François Marie Guénolé Pantaléon d’Aleno, y de Marie Josèphe Pélagie de Quillien, ambos miembros de la aristocracia.
La familia tenía un historial de servicio naval y Saint-Aloüarn se unió a los Gardes de la Marine en 1754, a los 17 años. Fue ascendido a teniente y se unió a su tío, Rosmadec Saint-Aloüarn, en el buque de guerra de 74 cañones Espérance. En noviembre de 1755, cuando regresaba de una campaña en aguas de Canadá en la guerra Franco-india, el Espérance fue atacado y destruido por el HMS Oxford; Saint-Aloüarn y su tío fueron llevados en Inglaterra, donde se convirtieron en prisioneros de guerra y permanecieron dos años antes de ser devueltos a Francia.
La guerra continuó y Saint-Aloüarn fue enviado a la Martinica en el Défenseur, un barco de 74 cañones. Su padre y su tío fueron muertos cuando el Juste fue destruido en 1759, en la batalla de Los Cardenales (también conocida como la batalla de la Bahía de Quiberon). Entre 1759 y 1762, Saint-Aloüarn sirvió en Francia en pequeños barcos y en tierra y en 1761 se casó con Marie Jeanne Corentine Drouallen, con quien tuvo una hija y tres hijos.
Entre 1762 y 1767, Saint-Aloüarn sirvió en el Royal Louis, de 116 cañones, y en la fragata Infidèle, en la Martinica y en Brest. En 1767 Saint-Aloüarn tomó el mando del barco de abastecimiento Ecluse, seguido en 1770 del mando del Aber Wrac'h.

## Carrera como explorador marítimo
En 1771, poco después de la muerte de su esposa, Saint-Aloüarn fue abordado por un colega, Yves Joseph de Kerguelen de Trémarec, que le ofreció participar con él en una expedición de búsqueda del continente austral, lo que formaba parte de un intento francés de más alcance tendente a anexar territorios adyacentes en los océanos Índico y Pacífico. Kerguelen y Saint-Aloüarn partieron el 30 de abril de 1771 y viajaron primero a Port Louis, en la Isla de Francia (más tarde conocida como isla Mauricio). Allí reemplazaron su gran navío por dos barcos de menor desplazamiento, más ligeros, con menor armamento y mejor adaptados al objeto de su misión: Kerguelen al frente del Fortune, de 24 cañones, y Saint-Aloüarn —todavía un teniente— comandando la gabarra Gros Ventre, de 16 cañones.
Se aventuraron en el océano Índico sur y el 11 de febrero de 1772 la expedición avistó una gran isla montañosa que Kerguelen tomó por el continente austral y que en realidad era un archipiélago desolado (incluso la isla principal, que tiene el tamaño de Córcega. Las islas, más tarde, fueron nombradas en honor de Kerguelen.) En la niebla y con la nieve que caía en grandes copos, los dos barcos se perdieron de vista. Después de que una partida del Fortune hubiese hecho una breve visita a la isla, Kerguelen, deseoso de comunicar al rey que había descubierto el famoso continente austral, volvió a Francia tan pronto como le fue posible después de una breve escala en la Isla de Francia.
Mientras tanto, Saint-Aloüarn, tras un breve desembarco de una partida en la isla, y después de haber buscado en vano el navío de Kerguelen, decidió continuar el programa previsto con él en el inicio de la expedición y partió hacia el este, hacia un punto de encuentro en cabo Leeuwin. Llegó el 17 de marzo a la vista de la costa de Nueva Holanda (hoy Australia, cuyo contorno era aún muy poco conocido), frente a una bahía (más tarde bahía Flinders), cerca del cabo. Sin señales de Kerguelen, Saint-Aloüarn siguió la costa hacia el norte.
En Baie de Prise de Possession ("bahía de Toma de Posesión", más tarde, bahía Turtle), en la isla Dirk Hartog, el 30 de marzo de 1772 Saint-Aloüarn se convirtió en el primer europeo en reclamar formalmente la posesión de Australia Occidental en nombre del rey de Francia Luis XV. Miembros de su tripulación enterraron una botella que contenía un documento relatando lo que había ocurrido, junto con dos monedas de plata (écu), de un valor de seis libras tornesas (francos). Esto ocurrió a la vista del cabo Inscription, donde en 1696 el navegante holandés Willem de Vlamingh había dejado una placa conmemorativa informando de su visita y de la de Dirk Hartog en 1616.
En el momento de la anexión, muchos de los tripulantes del Gros Ventre estaban agotados y sufrían de escorbuto. Saint-Aloüarn puso rumbo hacia la isla portuguesa de Timor portugués, donde él y su tripulación se recuperaron durante un breve período. El Gros Ventre visitó luego Batavia (hoy Yakarta), en la Indias Orientales Neerlandesas, donde Saint-Aloüarn y algunos de sus tripulantes contrajeron «enfermedades tropicales» (probablemente, fiebre tifoidea). El 5 de septiembre, llegaron a Port Louis, donde la llegada del barco causó una gran sorpresa ya que se les había dado por perdidos. Saint-Aloüarn fue hospitalizada y dictó una carta a Kerguelen, informándole de que había tomado posesión del oeste de Nueva Holanda. Saint-Aloüarn no logró recuperarse de su enfermedad y murió el 27 de octubre.
No hubo ninguna consecuencia de esa toma de posesión y el nombre de Saint-Aloüarn quedó en el olvido. Cincuenta años después, en 1788, los ingleses, que establecieron por primera vez una colonia en el otro lado de Australia proclamaron su soberanía sobre toda la isla-continente.

## Consecuencias
En 1788, el capitán Arthur Phillip estableció una colonia británica en la costa este de Australia, en Sídney. Sin embargo, otras expediciones francesas siguieron a la de Saint-Aloüarn al oeste de Australia. En 1792, otro marino y explorador francés, Bruni d'Entrecasteaux dio el nombre de islas Saint-Aloüarn a un grupo de rocas al sureste del cabo Leeuwin. En 1800, Nicolas Baudin fue el primero en realizar un mapa de la costa occidental y una parte de la costa sur de Australia.
En 1826, tras una expedición a la costa sur de Australia Occidental de Jules Dumont d'Urville, las autoridades británicas comenzaron a tratar de evitar los asentamientos franceses en Australia. Una fuerza del ejército británico, al mando del Mayor Edmund Lockyer, fue enviada desde Sídney, para el establecimiento de un asentamiento permanente inglés en el King George Sound, llamado Frederick Town (o Frederickstown), más tarde conocido como Albany.

## Búsqueda del sitio de la toma de posesión
Si bien ha habido numerosas búsquedas anteriores, algunas dirigidas por el historiador marítimo Leslie Marchant, una de cuyas especialidades eran los descubrimientos de Francia en Australia, la ubicación de la proclamación de Saint-Aloüarn no fue confirmada el hasta 16 de enero de 1998, cuando una expedición liderada por el aventurero francoaustraliano y autor Philippe Godard, asistido por el aficionado local en naufragios Max Cramer, visitó la isla Dirk Hartog y encontró una moneda écu  en una cápsula de plomo, en bahía Turtle Bay. El sitio fue inspeccionado y confirmado por el personal del Western Australian Maritime Museum. La noticia dio la vuelta al mundo: «¡Australia habría podido ser francesa!»
La búsqueda de la botella que se sabe había sido enterrados por los franceses, que contenía un documento proclamando la anexión, continuaron. En abril de 1998 el sitio fue examinado por un equipo dirigido por Myra Stanbury y que consta de arqueólogos, personal de museos y especialistas en teledetección. El equipo encontró una botella coronada con un sello de plomo alrededor de otra écu, aunque la botella solo contenía arena.   Una excavación integral del sitio no logró localizar más artefactos.
Hay una evidencia anecdótica de que la proclamación fue encontrada años antes por un pastor, que la conservó en una casa de una granja de ovejas que operaba en la isla Dirk Hartog en ese momento y que más tarde fue destruida por el fuego.
El sitio de la a proclamación fue más tarde protegido por la legislación del Estado y de la Commonwealth y se colocó en el lugar una placa conmemorativa:

El 30 de marzo de 1772, el explorador francés Saint-Aloüarn ancló en este punto de la costa con su barco, el Gros Ventre y envió a un oficial para tomar posesión de la región en nombre de Francia. Para ello, un documento atestiguando esta toma de posesión fue enterrado con dos piezas francesas. Se cree que  exploradores del siglo XIX como Freycinet y Hamelin también desembarcaron a tierra en la zona. En enero de 1998, un equipo dirigido por M. Philippe Godard de Noumea y el Max Cramer de Geraldton descubrieron una de las piezas. En abril de ese mismo año, un equipo del Museo Marítimo con la asistencia de dos operadores de detectores de metales, MM. Bob Sheppard y Creasy Bob, localizaron lo que parece ser la botella de la toma de posesión. En virtud de la ley de Arqueología Marítima, este sitio está ahora protegido como uno de los sitios más importantes de desembarco de Europa occidental en Australia. Se ruega no tomar más que fotografías y no dejar nada más que las huellas de sus pies.